# Rue du Faubourg-de-Roubaix
La rue du Faubourg-de-Roubaix est une rue de Lille, dans le Nord, en France.

## Situation et accès
Il s'agit de la rue centrale, et la plus ancienne, du quartier du Saint-Maurice Pellevoisin, qui relie le pont d’Erfurt, celui-ci dans le prolongement de l’avenue Le Corbusier, à l’avenue Emile-Zola de la commune limitrophe de Mons-en-Barœul. La rue donne accès, côté sud (numéros pairs), notamment, aux rues d’Athènes, des Jardins Caulier, Saint-Gabriel, Gounod, côté nord (numéros impair) aux rues du Ballon, de la Madeleine, de la Louvière et du Chevalier français et traverse la place Désiré Boucher.
La rue est desservie par la  ligne 2 du métro de Lille  à la station  Saint-Maurice-Pellevoisin.

## Toponymie
Son nom correspond au faubourg qui se constitue au milieu du XIXe siècle le long de la route de Lille à Roubaix au-delà de l’enceinte fortifiée.

## Historique
La route de Roubaix dans le prolongement de la rue de Roubaix et de la porte de Roubaix traversait la zone non aedificandi qui entourait le rempart puis un espace agricole sur le territoire de la paroisse puis commune de Fives. Des  maisons sont construites au milieu du XIXe siècle au bord de la route. Ce faubourg  devient un agréable lieu de villégiature pour la bourgeoisie qui obtient la construction de l’église Saint-Maurice en 1853 mais non la création d’une commune indépendante de Fives rattachée à Lille en 1858. Le faubourg ainsi que Fives reste en dehors de l’enceinte. Celle-ci n’est agrandie qu’à l’opposé de la ville englobant les seules anciennes communes de Moulins, Wazemmes et Esquermes.
À la même époque des maisons en torchis recouvert de bois sont construites sur la zone non aedificandi entourant le rempart où les constructions en dur étaient interdites avant le déclassement de l’enceinte en 1919.
La rue était parcourue par la ligne de tramway F à traction hippomobile, à vapeur puis électrique reliant Lille à Roubaix.
La création du Grand Boulevard en 1909 fait perdre à la rue perd son rôle de principale voie de liaison entre Lille et Roubaix.
Le parcours entre la porte de Roubaix et le départ de la rue du Ballon par une voie directe  est remplacé en 1993 par l’Avenue Le Corbusier qui relie la place des Buisses à côté de la gare de Lille-Flandres au pont d’Erfurt qui enjambe le boulevard Pasteur (périphérique) près de la gare de Lille-Europe, l’ancien tracé ayant disparu à l’intérieur du parc Henri Matisse.

## Description
La rue est une voie de moyenne importance à deux sens de circulation bordées de bandes cyclables étroites.
Au départ du pont d’Erfurt jusqu’à la place Désiré Boucher, la rue est bordée à droite (numéros pairs) par les immeubles en majorité de logements du secteur Saint-Maurice d’EuraLille 1 (rue du Luxembourg, rue d’Athènes) puis par des maisons quelques-unes en bois construites dans l’ancienne zone non-aedificandi, à gauche (numéros impairs) par des immeubles récents d’habitation entre la rue et le cimetière de l’Est et par ceux de la ZAC Pépinière en construction au début des années 2020. Au-delà de cette place, la rue est bordée d’une majorité de maisons basses de la fin du XIXe siècle-début XXe siècle, d'architecture vernaculaire lilloise (maisons basses de briques sans ornement) ou d'architecture éclectique notamment celle du numéro 202 de l'architecte Armand Lemay, de quelques immeubles plus récents et d'un hôtel particulier de la fin du XIXe siècle au numéro 135. Les maisons à clochetons de style éclectique à l'entrée de la rue Gounod sont remarquables.

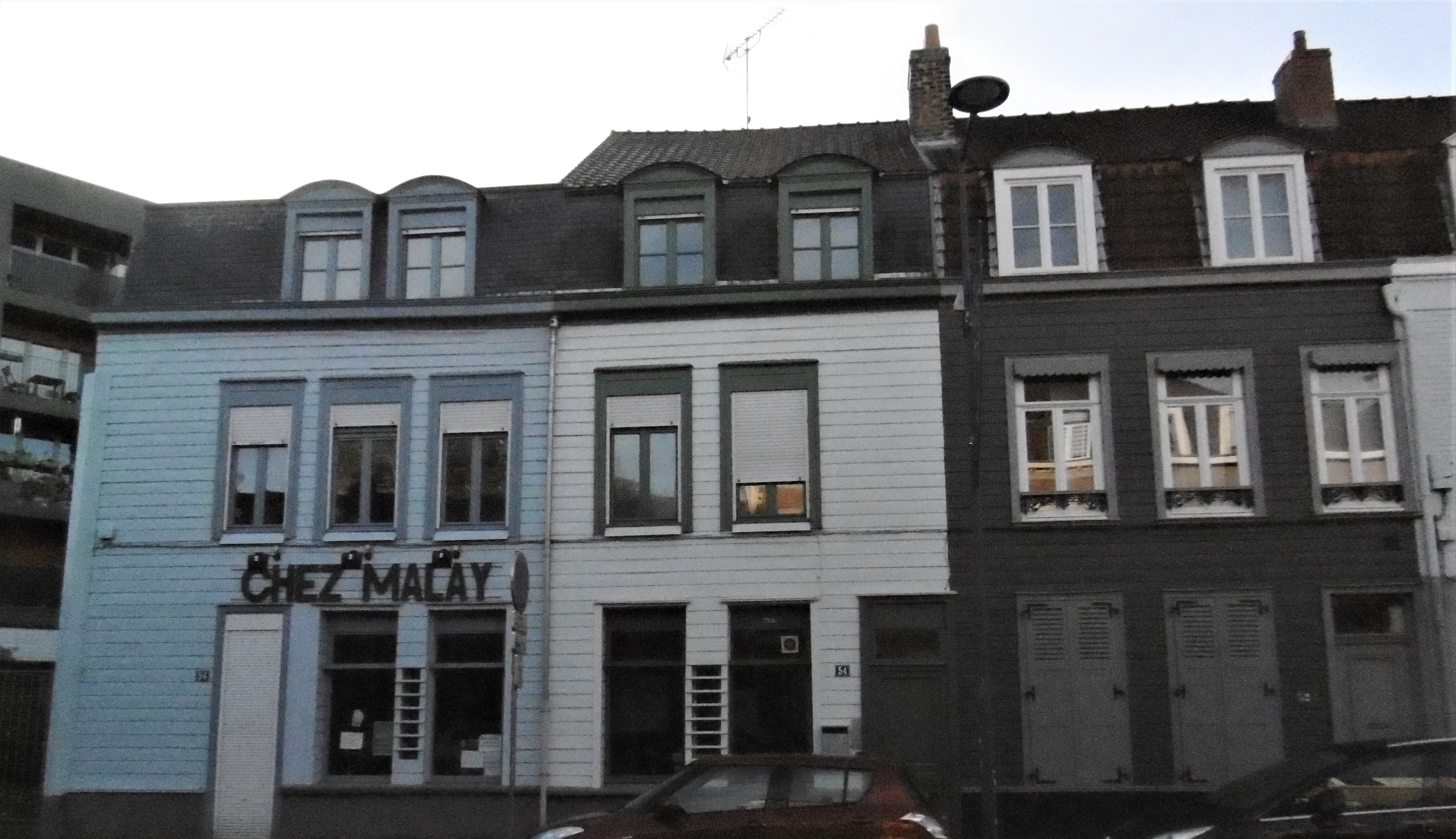
Maisons de bois
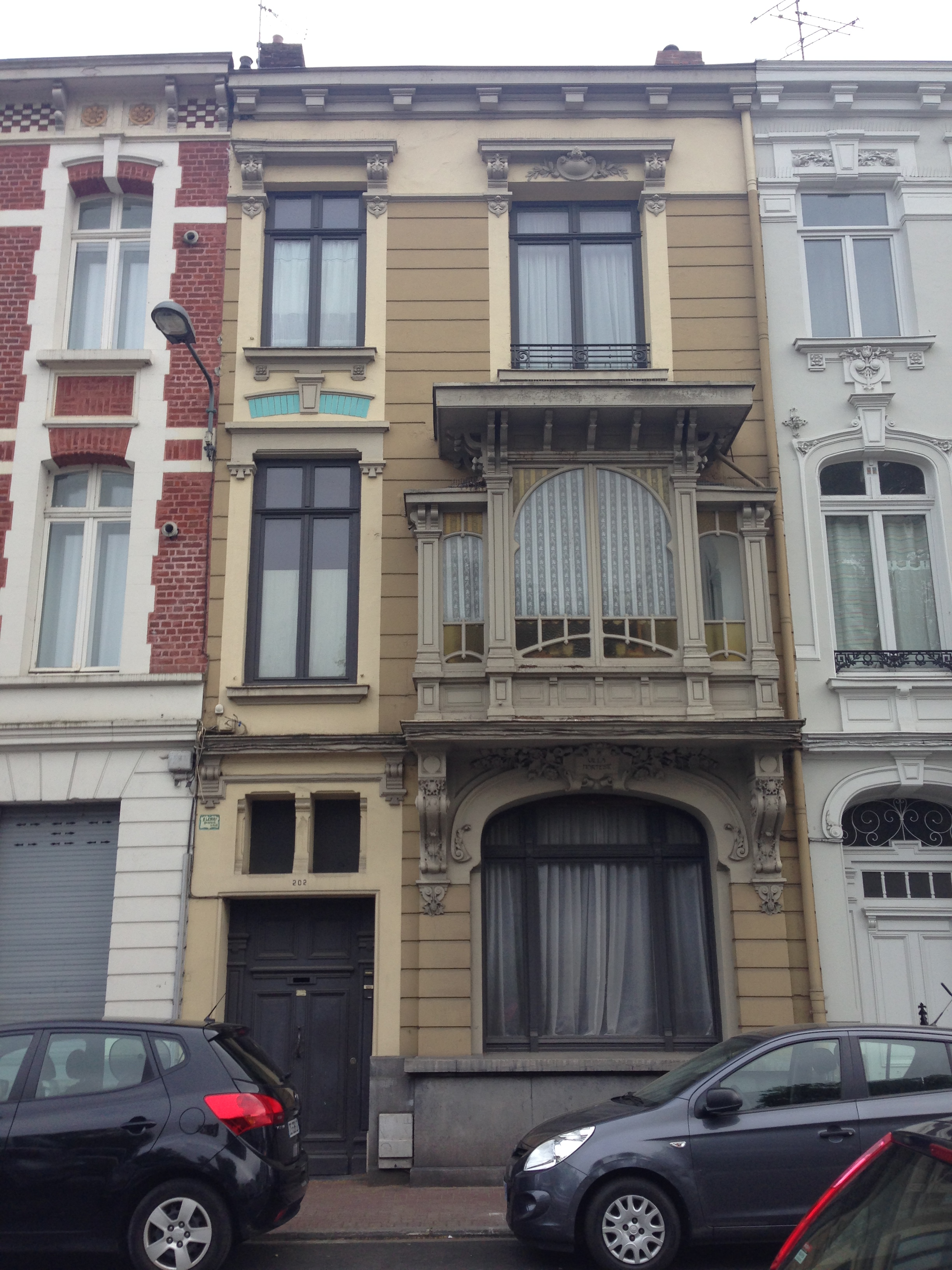
Maison construite par Armand Lemay au 202
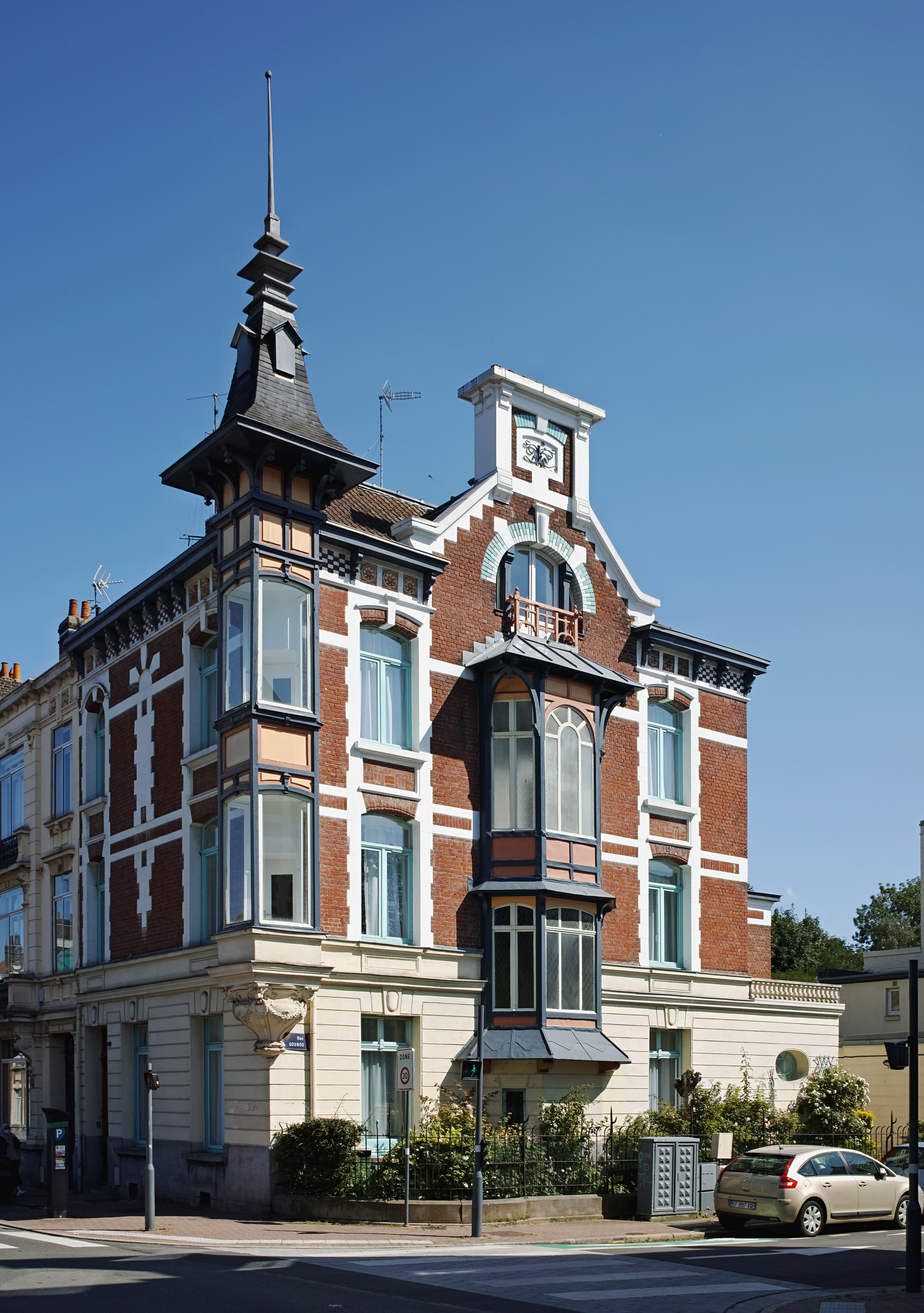
Maison à l’angle de la rue Gounod
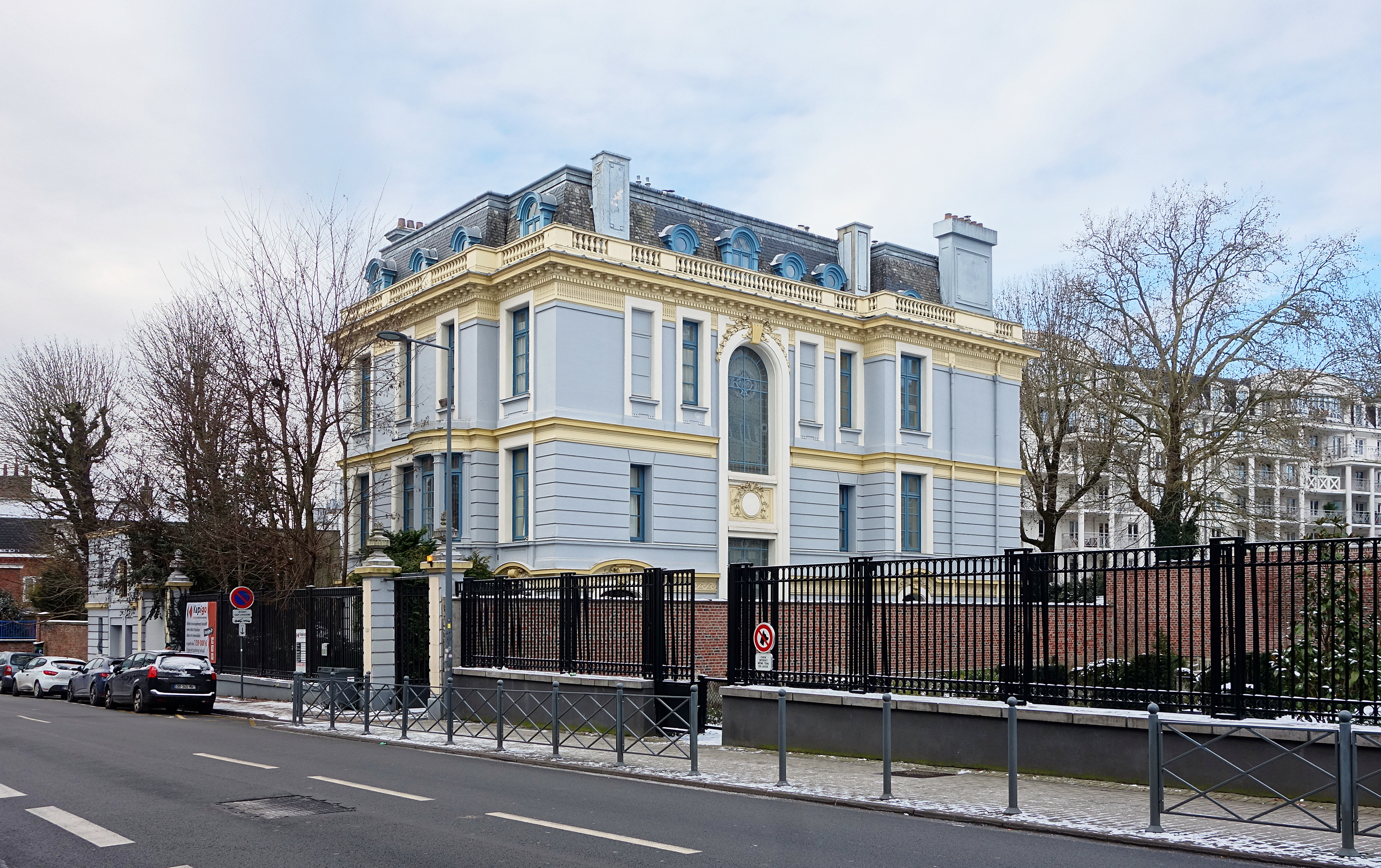
Hôtel particulier au numéro 135

## Immeubles remarquables et lieux de mémoire
- Église Saint-Maurice-des-Champs
- Ancien dépôt de tramway du Lion d’Or détruit en 1973
- Ancien hôtel particulier Florin au numéro 104 construit en 1841 détruit en 2019[3].